# Myospila changzhenga
Myospila changzhenga är en tvåvingeart som beskrevs av Feng 2000. Myospila changzhenga ingår i släktet Myospila och familjen husflugor.
Artens utbredningsområde är Sichuan (Kina). Inga underarter finns listade i Catalogue of Life.